# Cross Green
Cross Green è un impianto sportivo multifunzione di Otley, località del Regno Unito facente parte della cintura metropolitana della città inglese di Leeds, nel West Yorkshire.
Inaugurato all'inizio degli anni venti del XX secolo, è l'impianto interno dell'Otley, il locale club di rugby a 15.
Nel 1991 fu tra le sedi che ospitarono gare della II Coppa del Mondo di rugby.

## Storia
Lo stadio nacque nel 1921 quando la locale squadra dell'Otley, tra le scissioniste dello Yorkshire che avevano aderito al rugby a 13, tornò alla disciplina a 15.
Da allora la storia del club e quella dello stadio hanno coinciso; l'impianto assurse a notorietà internazionale nel corso del tour 1979 degli All Blacks in Europa, quando una selezione delle Contee del nord Inghilterra capitanata da Bill Beaumont, davanti a un pubblico di circa 8 000 spettatori che gremì lo stadio, batté la squadra neozelandese per 21-9.
Nove anni più tardi fu l'Australia a cadere in tale stadio, contro la stessa selezione, con il punteggio di 15-9.
Nel 1991 lo stadio, il meno capiente tra gli impianti prescelti, fu sede di un incontro della seconda edizione della Coppa del Mondo di rugby che l'Inghilterra si trovò a organizzare: il calendario assegnò a Cross Green la gara della fase a gironi tra Italia e Stati Uniti che la squadra azzurra vinse 30-9.
A marcare la prima meta internazionale nell'impianto fu l'italiano Stefano Barba davanti a circa 7 500 spettatori tra posti a sedere e in piedi; tale evento è considerato ancora, a distanza di anni, tra i più significativi dello sport cittadino.
A tutta l'edizione 2019 della Coppa del Mondo Cross Green, impianto tuttora attivo e usato anche per concerti, rimane il meno capiente stadio in assoluto di tutta la storia della competizione; a dispetto di ciò, non fu quello che registrò l'affluenza più bassa, perché tale primato spettò allo stadio Jean Dauger di Bayonne, in Francia, nel quale in quell'edizione di torneo appena 4 000 spettatori assistettero a Figi — Canada.

## Incontri di rilievo

### Rugby a 15
| Arbitro: | Owen Doyle |

|                                                               |      |                 |
| Barba 3’ I. Francescato 42’ Vaccari 64’ Fabio Gaetaniello 74’ | mt   | 66’ Swords      |
| Domínguez 3’, 42’, 64’, 74’                                   | tr   | 66’ M. Williams |
| Domínguez 39’, 80’                                            | c.p. | 29’ M. Williams |